# 더발 패트릭
더발 로딘 패트릭(영어: Deval Laurdine Patrick, 1956년 7월 31일 ~ )은 미국의 민주당 정치인으로 제71대 매사추세츠주 지사(2007년 ~ 2015년)이다. 
법무부의 인권 담당 변호사로도 활동하였고, 코카콜라 등 유명 기업의 고문 변호사 등을 지냈다. 2006년 매사추세츠 주지사 선거에 민주당 소속으로 출마하여 상대 후보를 큰 차이로 제치고 주지사로 당선되었다. 이로써 그는 미국 역사상 아프리카계 미국인으로는 두 번째로 선거로 선출된 주지사가 되었다 (지명된 경우를 포함하면 세 번째). 

## 어린 시절
일리노이주 시카고의 사우스사이드에서 재즈 음악가 팻 패트릭과 에밀리 메이에게 태어났다. 1959년 부친이 뉴욕에서 음악을 연주하는 목적과 다른 여성으로부터 딸을 얻은 이유로 가족을 버리자 패트릭은 켄터키주에서 노예들에 뿌리를 둔 모친에 의하여 자라왔다.

## 교육
하버드 대학교에서 문학사 (1978년), 하버드 로스쿨에서 법무박사 (1982년)를 취득하고 재판관 스티븐 라인하트에 법률 서기를 지냈다.
패트릭은 뛰어난 학생이었다. 그의 교사들 중에 하나는 6 등급에서 마저 그이 신중함과 리더십이 명백했던 것을 상기하였다. 보기에 관중을 납득시키는 그의 능력이 그렇던 편으로 학교의 평론 경연대회가 "왜 나의 부친이 올해의 부친이어야 하나"에 참가자들을 초청했을 때 패트릭은 "왜 나의 조모가 올해의 부친이어야 하나"란 제목의 논문과 함께 경연대회를 이겼다.
8 등급까지 그는 자신의 반에서 1등이었다. 교사는 그에게 준비 학교들로 제한적 의미들의 자녀들을 보낸 장학금 프로그램 "더 나은 기회"를 신청하는 데 격려하였다.
밀턴에서 패트릭의 성공은 동등하게 인상적인 대학 경력을 위한 길을 닦았다. 그는 5개의 아이비 리그 대학들 - 예일, 프린스턴, 조지타운, 트리니티 칼리지와 자신의 선도자 A. O. 스미스의 모교였기 때문에 자신이 가장 원했던 하버드로 신청하였다.
그가 우등으로 졸업한 자신의 학문적 능력은 그가 공부하고 아프리카를 여행하는 데 쓴 5천 달러의 록펠러 연구비를 이기는 도움을 주었다.
더욱 나가 법률 전공들은 지도자와 연설자로서 패트릭의 실력들을 연마하였다. 법학생들이 미국 대법원의 재판관 앞에서 사실상 사건들을 주장하여 자신들의 실력들을 증명한 경연대회인 학교의 에임스 무트 코트 결승전에서 그의 팀이 이겼다. 패트릭의 팀은 구두 논쟁을 제출하는 데 그에게 의문하였고, 그는 경연대회에서 최고의 연설자로 임명되었다.
그는 또한 궁핍한 자들에게 법조 업무를 주는 조직 하버드의 법조 원조부의 우두머리를 맡는 데 선택되었다. 자신을 위하여 사건의 익숙한 형식이 될 것에 패트릭은 또한 흑인이었던 동료 하버드 학생이 그의 여자 친구와 운전을 한 동안 체포되었을 때 그를 방어하였다.

## 경력
연방 민권부를 위한 보조 검찰 총장으로서 패트릭은 장애인법과 함께 미국인들을 집행하였다. 911 테러가 일어나기 전에 그는 1990년대 중반에 시나고그와 남부의 흑인 교회들의 방화 사건들을 조사하는 기동 부대의 공동 의장을 맡으면서 가장 큰 연방 형사였던 것을 지도하였다. 이 시간 동안 그는 아파르트헤이트 이후의 남아프리카공화국으로 조언자로서 주요 역할을 가져 그 국가의 민권법을 기안하는 도움을 주었다.
2006년 아프리카계 미국인 처음으로 매사추세츠주지사로 선출된 패트릭은 첫 기간에 밋 롬니 아래 제정된 주의 2006년 보건 개혁 프로그램의 실행을 감시하여 최고의 교육 승인으로 연방 경쟁을 이기고, 매사추세츠주 교통부를 창조하는 데 주의 교통업의 정밀 검사를 통과시켰으며 주의 판매세를 5%에서 6.25%로 증가시켰다. 패트릭 아래 매사추세츠주는 온실 가스 방출을 줄이는 노력에 지방 온실 가스 발의권에 가입하여 퇴역 군인들에게 거대하게 서비스를 확장시켰다. 카지노 도박을 실시하는 데 그의 2개의 입법 교전들이 실패하였으며 그는 2008년 3월 하원의 찬성을 얻지 못하고, 멀리 가는 것으로 2010년 8월 입법부에 의하여 통과된 법안을 거부하였다.
그는 진보적인 입장을 취하여 동성 결혼을 허용하고 낙태에 대해 찬성하는 반면 사형(死刑) 제도를 반대하고 있으며, 사회 보장 정책의 확대 실시를 추진하였다.

## 저서
- 〈믿어야 할 이유〉

## 역대 선거 결과
| 선거명      | 직책명            | 대수 | 정당   | 득표율 | 득표수      | 결과 | 당락                   |
| ----------- | ----------------- | ---- | ------ | ------ | ----------- | ---- | ---------------------- |
| 2006년 선거 | 매사추세츠 주지사 | 71대 | 민주당 | 55.64% | 1,234,984표 | 1위  | 매사추세츠 주지사 당선 |
| 2010년 선거 | 매사추세츠 주지사 | 71대 | 민주당 | 48.42% | 1,112,283표 | 1위  | 매사추세츠 주지사 당선 |